# Laurus novocanariensis
Laurus novocanariensis é o loureiro endémico do arquipélago da Madeira e Canárias. Trata-se de uma planta do género botânico Laurus da família Lauraceae. Até há bem pouco tempo era considerada, juntamente com as populações de loureiros açorianas uma única espécie, Laurus azorica. No entanto, devido às muitas diferenças em termos genéticos, morfológicos e fisiológicos, em 2004 constatou-se a presença não de uma mas de duas espécies distintas, tendo as populações da Madeira e Canárias ficado inseridas na nova espécie L. novocanariensis (devido à semelhança entre as mesmas) e as populações dos Açores mantido o nome original de L. azorica.

## Descrição
Apresenta-se como uma árvore com até 20 metros de altura, perenifólia, de copa bastante densa, com ramos jovens castanho-tomentosos e folhas variáveis, lanceoladas, ovadas, oblongas ou elípticas, com 5 a 17 centímetros de comprimento, coriáceas, aromáticas, glabras na página superior e geralmente tomentosas na página inferior, quando jovens.
As flores desta árvore são pequenas, unissexuais, branco-amareladas, dispostas em cimeiras axilares. Os frutos tem forma ovóide e são negros quando maduros.
Trata-se de uma espécie endémica da ilha da Madeira e das ilhas Canárias, muito abundante, característica da floresta da Laurissilva do Barbusano e do Til.
Nos troncos desta árvore é comum encontrar as cecídias, resultantes da acção de um fungo específico (Laurobasidium laurii), também conhecido como Madrelouro.
O Loureiro apresenta floração de Novembro a Abril.
Ao longo do tempo as folhas deste loureiro foram, e são-no ainda utilizadas na culinária da Madeira, e os ramos para espetos na tradicional "espetadas". A partir das bagas do loureiro é costume produzido o "azeite de louro", usado na medicina popular.
A madeira deste loureiro apesar não ser de grande qualidade, utilizou-se em embutidos, marcenaria e na construção de utensílios agrícolas e de cozinha, como por exemplo as colheres-de-pau.